# Christina Wirnsberger
Christina „Tina“ Wirnsberger (* 6. April 1982 in Graz) ist eine österreichische Politikerin der Grünen. Seit dem 10. Juni 2025 ist sie Abgeordnete zum Wiener Landtag und Mitglied des Wiener Gemeinderates.

## Leben

### Ausbildung und Beruf
Wirnsberger absolvierte 2016 ein Kolleg für Sozialpädagogik in Graz mit Diplom. Ab 2014 arbeitete sie im Gemeinderatsklub der Grazer Grünen mit. 2015 war sie Initiatorin der Plattform Flüchtlinge Willkommen in der Steiermark. Seit 2020 ist sie Referentin für Klima, Frauen und kleinbäuerliche Rechte bei FIAN Österreich, seit 2024 arbeitet sie als Projektmanagerin bei Luftdaten.at.

### Politik

#### Graz
Seit 2012 ist sie bei den Grünen aktiv, zunächst als Bezirkssprecherin der Grünen Graz-Lend. Von 2016 bis 2018 fungierte sie als Sprecherin der Grünen Graz. Bei der Gemeinderatswahl in Graz 2017 war sie Spitzenkandidatin für die Grünen und erreichte 10,51 Prozent, ein Minus von 1,63 Prozentpunkten. Nach der Wahl wurde sie Stadträtin, zuständig für die Ressorts Umwelt und Frauen. Im August 2018 gab sie ihren Rücktritt als Stadträtin mit spätestens Ende des Jahres aus gesundheitlichen Gründen bekannt. Anfang 2019 folgte ihr Judith Schwentner als Stadträtin nach.

#### Wien
Ab 2020 gehörte sie als Bezirksrätin der Bezirksvertretung in Wien-Neubau an, wo sie auch als stellvertretende Klubobfrau fungierte. Für die Landtags- und Gemeinderatswahl 2025 wurde sie auf den 15. Listenplatz gereiht. Im Mai 2025 wurde sie in den Vorstand der Grünen Frauen Wien gewählt. In der konstituierenden Sitzung der 22. Wahlperiode am 10. Juni 2025 wurde sie als Abgeordnete zum Wiener Landtag und Gemeinderat angelobt. Dort wurde sie Mitglied im Gemeinderatsausschuss für Stadtentwicklung, Mobilität und Wiener Stadtwerke sowie im Gemeinderatsausschuss für Klima, Umwelt, Demokratie und Personal.